# Borysthenis
Dans la mythologie grecque, Borysthenis (en grec ancien : Βορυσθενίς / Borysthenís), est une nymphe du fleuve Dniepr en Scythie (Ukraine moderne), dont elle est la fille.

## Famille
Borysthenis est la fille du Borysthenes, dieu fleuve du Dniepr, ce qui fait d'elle la petite-fille du titan Océan et de son épouse, la titanide Téthys. Thoas, roi de Tauride, est son frère ou demi-frère. L'identité de sa mère est inconnue.
D'une liaison avec Zeus, elle enfante Targitaus, le premier des Scythes et leur premier roi, par qui elle deviendra la grand-mère de Lipoxaïs, Arpoxaïs et Colaxaïs,.

## Source
- Hérodote, Histoires [détail des éditions] [lire en ligne], IV, 5 et 7.